# Kanton Brénod
Brénod is een voormalig kanton van het Franse departement Ain. Het kanton maakte deel uit van het arrondissement Nantua. Het kanton werd opgeheven ingevolge de administratieve herindeling goedgekeurd in 2013 en van toepassing sedert de departementsverkiezingen van maart 2015. De gemeenten werden opgenomen in het kanton Hauteville-Lompnes.

## Gemeenten
Het kanton Brénod omvatte de volgende gemeenten:
- Brénod (hoofdplaats)
- Champdor
- Chevillard
- Condamine
- Corcelles
- Le Grand-Abergement
- Hotonnes
- Izenave
- Lantenay
- Outriaz
- Le Petit-Abergement
- Vieu-d'Izenave